# Кив (Горња Саона)
Кив (фр. Cuve) насеље је и општина у источној Француској у региону Франш-Конте, у департману Горња Саона која припада префектури Лир.
По подацима из 2011. године у општини је живело 166 становника, а густина насељености је износила 20,49 становника/km². Општина се простире на површини од 8,1 km². Налази се на средњој надморској висини од 239 метара (максималној 335 m, а минималној 232 m).

## Демографија
| 1962. | 1968. | 1975. | 1982. | 1990. | 1999. | 2011. |
| ----- | ----- | ----- | ----- | ----- | ----- | ----- |
| 119   | 122   | 135   | 114   | 118   | 153   | 166   |

График промене броја становника у току последњих година